# Indian House Community Residential Historic District
L'Indian House Community Residential Historic District est un district historique américain à Tucson, dans le comté de Pima, en Arizona. Inscrit au Registre national des lieux historiques le 28 octobre 2001, il comprend des bâtiments dans le style Pueblo Revival et style Territorial Revival.